# Serapicamptis rousii
Serapicamptis rousii är en orkidéart som först beskrevs av Du Puy, och fick sitt nu gällande namn av Julian Mark Hugh Shaw. Serapicamptis rousii ingår i släktet Serapicamptis och familjen orkidéer. Inga underarter finns listade i Catalogue of Life.